# 1866 en Belgique
Chronologie de la Belgique
- 1862
- 1863
- 1864
- 1865
- 1866
- 1867
- 1868
- 1869
- 1870

Cette page recense des événements qui se sont produits durant l'année 1866 en Belgique.

## Événements
- 23 février : élection à Bucarest comme souverain des Principautés unies de Moldavie et de Valachie de Philippe de Belgique (1837-1905) qui refuse d'y donner suite[1].
- 31 octobre : début de la construction du Palais de justice de Bruxelles (inauguré le 15 octobre 1883).

## Culture

### Arts
- 8 août - 21 octobre : ouverture du Salon de Bruxelles de 1866[2].

### Architecture

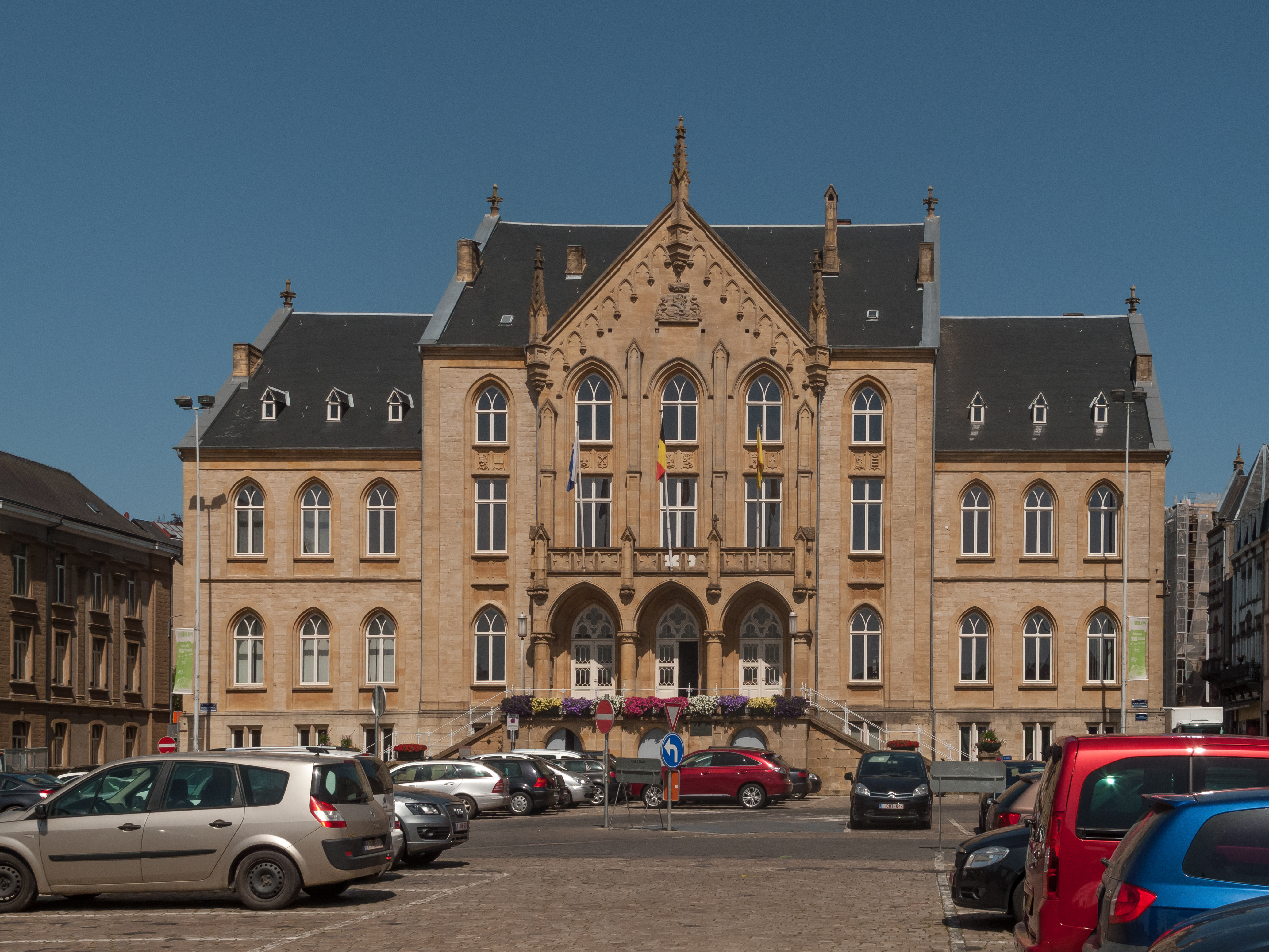
Palais de justice d'Arlon (style néogothique)

### Peinture

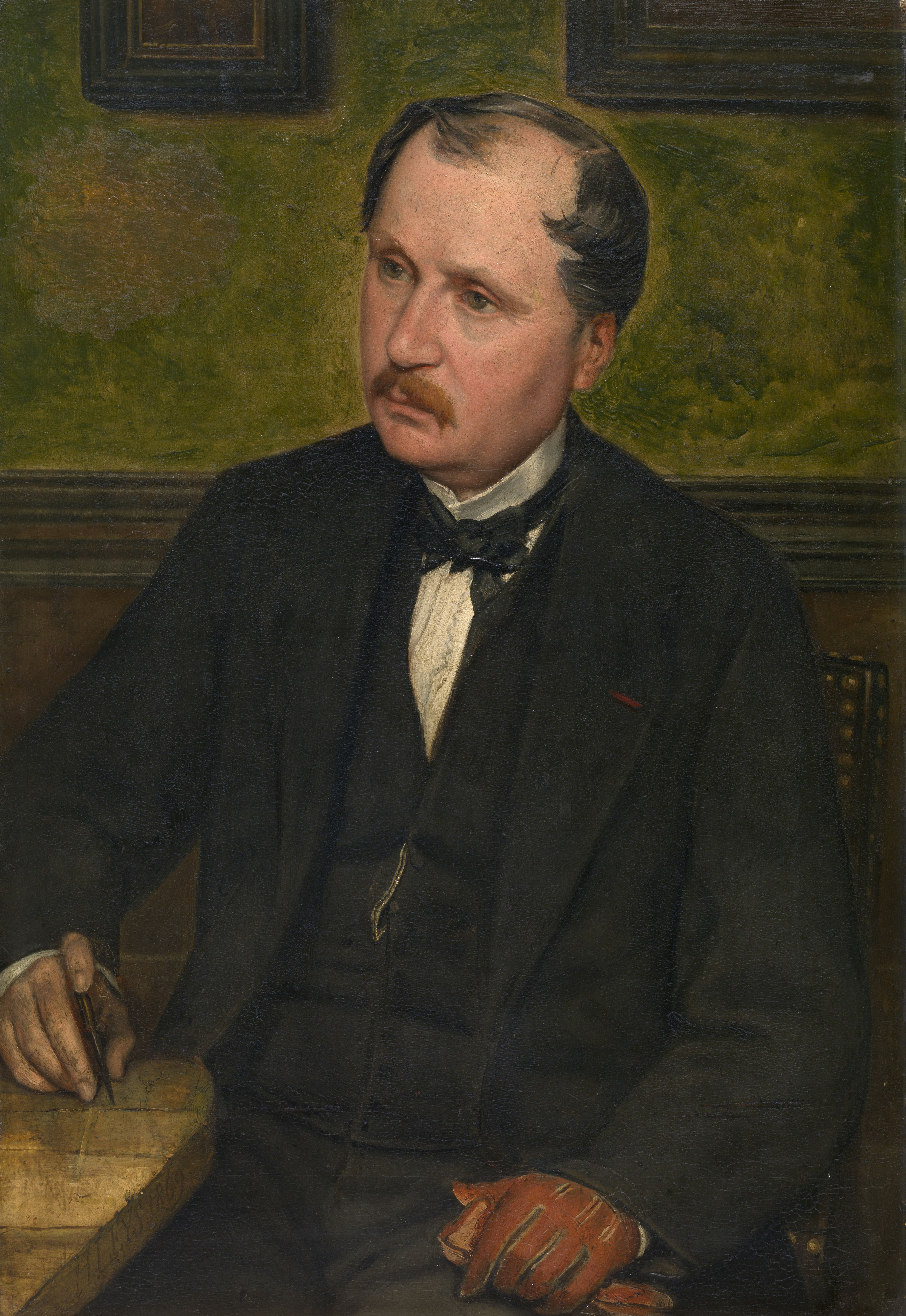
Alphonse Balat (Henri Leys).
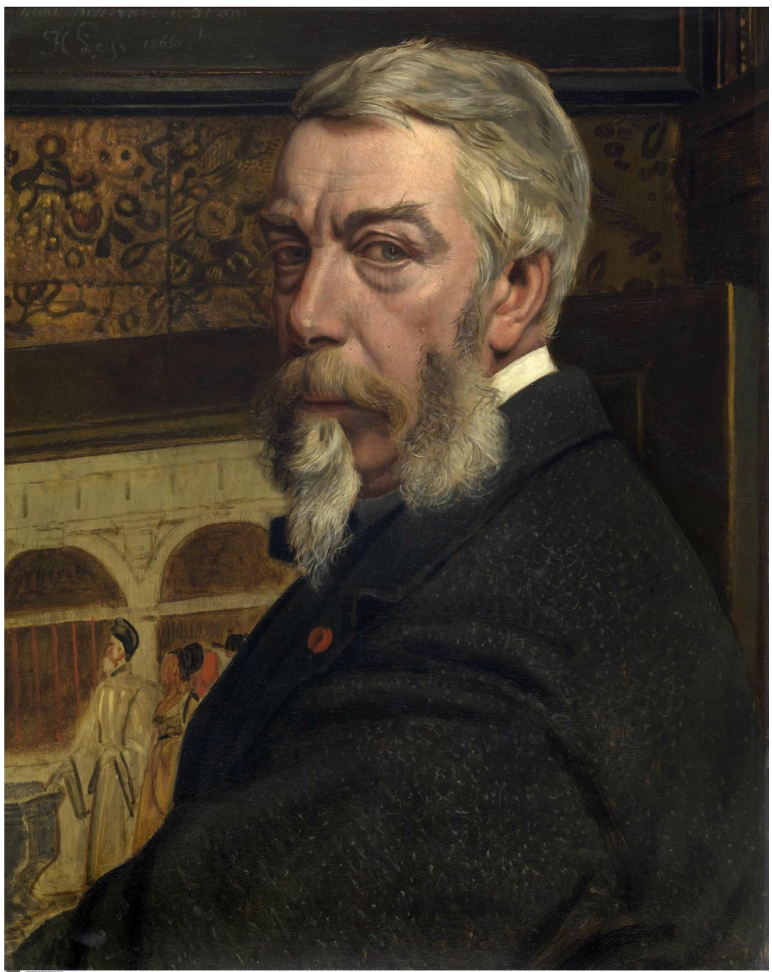
Autoportrait (Henri Leys).
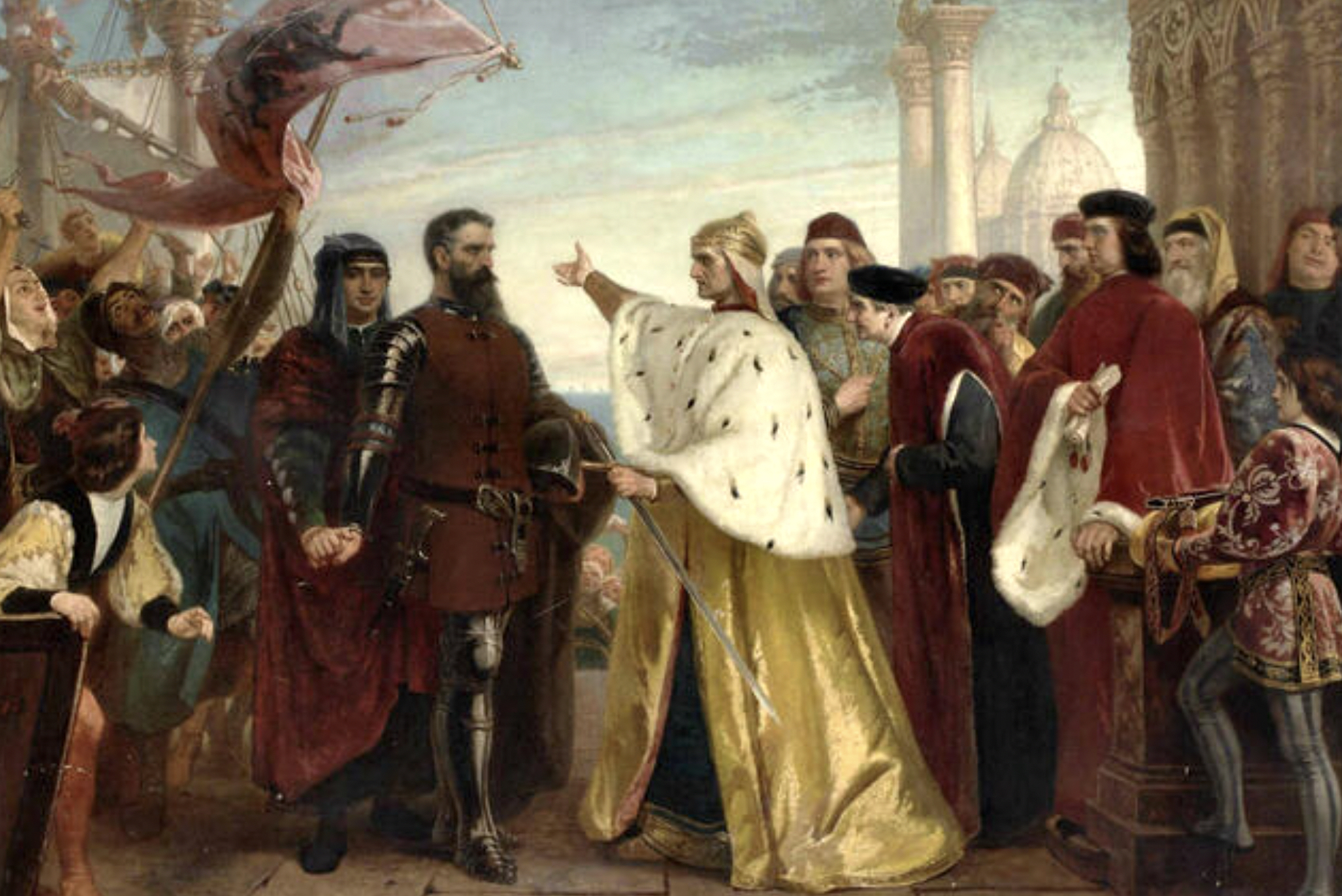
Victor Pisani (Charles Soubre).

### Sculpture

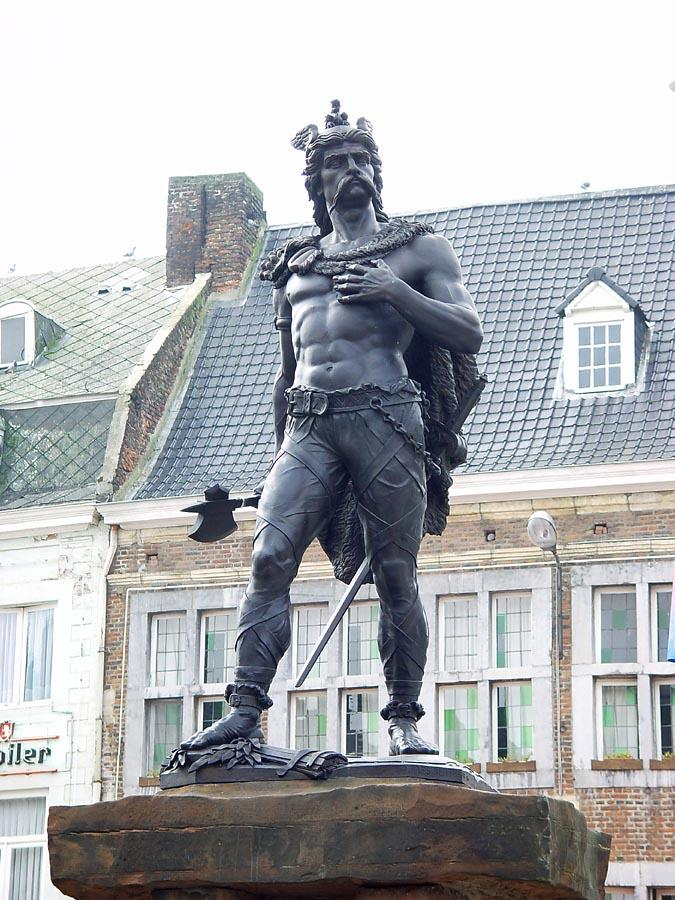
Ambiorix (Jules Bertin)

## Décès
Le nombre de décès , non-compris les mort-nés s'élève à 8,015 (année du choléra) .

## Statistiques
- Population totale au 31 décembre 1866 : 4 827 833 habitants[4].